# Кежліни
Кежліни (пол. Kierzliny, нім. Kirschlainen) — село в Польщі, у гміні Барчево Ольштинського повіту Вармінсько-Мазурського воєводства.
Населення — 275 осіб (2011).
У 1975-1998 роках село належало до Ольштинського воєводства.

## Демографія
Демографічна структура станом на 31 березня 2011 року:
|          | Загалом | Допрацездатний вік | Працездатний вік | Постпрацездатний вік |
| -------- | ------- | ------------------ | ---------------- | -------------------- |
| Чоловіки | 139     | 37                 | 92               | 10                   |
| Жінки    | 136     | 31                 | 87               | 18                   |
| Разом    | 275     | 68                 | 179              | 28                   |